# DN2K
De DN2K (Drum Național 2K of Nationale weg 2K) is een weg in Roemenië. Hij loopt van Milișăuți naar Solca. De weg is 17 kilometer lang.